# Moana Sands Conservation Park
Moana Sands Conservation Park är en park i Australien. Den ligger i delstaten South Australia, omkring 33 kilometer söder om delstatshuvudstaden Adelaide.
Närmaste större samhälle är Morphett Vale, nära Moana Sands Conservation Park. 
Trakten runt Moana Sands Conservation Park består till största delen av jordbruksmark. Runt Moana Sands Conservation Park är det ganska tätbefolkat, med 54 invånare per kvadratkilometer. Genomsnittlig årsnederbörd är 729 millimeter. Den regnigaste månaden är juni, med i genomsnitt 133 mm nederbörd, och den torraste är december, med 21 mm nederbörd.